# Mare Winningham
Mare Winningham, született Mary Megan Winningham (Phoenix, 1959. május 16. –) kétszeres Primetime Emmy-díjas amerikai színésznő és énekes-dalszerző.

## Élete és pályafutása
A kaliforniai Northridge-ben nőtt fel.
Színészként nyolc alkalommal jelölték Primetime Emmy-díjra, ezek közül a legjobb női mellékszereplőnek (minisorozat vagy tévéfilm) járó díjat vehette át, Amber Waves (1980) és George Wallace (1997) című filmjeivel. Az 1995-ös Georgia női mellékszereplőjeként Oscar-díjra jelölték.
Fontosabb filmes és televíziós munkái közé tartozik még a Tövismadarak (1983), a Szent Elmo tüze (1985), a Ne várd a csodát! (1988), az Egyik kopó, másik eb (1989) és a Háború (1994).
A 2000-es évektől szerepelt A döntő szavazat (2008) és a Testvérek (2009) című filmekben. Közben a televízióban is feltűnt, egyebek mellett a Mildred Pierce (2011) és A Hatfield-McCoy viszály (2012) epizódjaiban, valamint az Amerikai Horror Story négy évadjában: Boszorkányok (2013), Rémségek cirkusza (2014), Hotel (2015–16) és Szekta (2017). 2014–2018 között A viszony című drámasorozat mellékszereplője volt.
Színpadi színészként is aktív, 2014-ben a Casa Valentina című darabban nyújtott alakítását Tony-díjra jelölték, legjobb női mellékszereplőnek színdarabban kategóriában.

## Magánélete
Négyszer házasodott, korábban A Martinez színész (1981–1982), William Mapel (1982–1996) és Jason Trucco (2008–2012) felesége volt. Mapeltől öt gyermeke született.
2021-ben egy szűkkörű, privát ceremónia keretein belül Anthony Edwards színészhez ment hozzá. 1986-ban együtt szerepeltek Ne várd a csodát! című filmben és azóta közeli barátok voltak.
Bár római katolikus hitben nevelkedett, a negyvenes éveiben áttért a zsidó hitre.

## Filmográfia

### Film
| Év   | Magyar cím                      | Eredeti cím                  | Szerep                                     | Magyar hang                  |
| ---- | ------------------------------- | ---------------------------- | ------------------------------------------ | ---------------------------- |
| 1980 |                                 | One-Trick Pony               | Modeena Dandridge                          |                              |
| 1981 | A szívsebész                    | Threshold                    | Carol Severance                            | Zsigmond Tamara              |
| 1985 | Szent Elmo tüze                 | St. Elmo's Fire              | Wendy Beamish                              | Györgyi Anna (1. szinkron)   |
| 1985 | Szent Elmo tüze                 | St. Elmo's Fire              | Wendy Beamish                              | Kökényessy Ági (1. szinkron) |
| 1985 | Szent Elmo tüze                 | St. Elmo's Fire              | Wendy Beamish                              | Für Anikó (2. szinkron)      |
| 1986 | Senki bolondja                  | Nobody's Fool                | Pat                                        | Farkasinszky Edit            |
| 1987 | Félénk emberek                  | Shy People                   | Candy                                      | Tátrai Zita (2. szinkron)    |
| 1987 | Mennyei szerelem                | Made in Heaven               | Brenda Carlucci                            | Csere Ágnes                  |
| 1988 | Ne várd a csodát!               | Miracle Mile                 | Julie Peters                               | Kisfalvi Krisztina           |
| 1989 | Egyik kopó, másik eb            | Turner & Hooch               | Dr. Emily Carson állatorvos / Emily Turner | Básti Juli                   |
| 1991 | Az ígéret szép szó              | Hard Promises                | Dawn                                       | Kiss Erika                   |
| 1991 | Az ígéret szép szó              | Hard Promises                | Dawn                                       | Zsigmond Tamara              |
| 1993 |                                 | Sexual Healing (rövidfilm)   | Marta                                      |                              |
| 1994 |                                 | Teresa's Tattoo              | énekesnő                                   |                              |
| 1994 | Wyatt Earp                      | Wyatt Earp                   | Mattie Blaylock                            | Farkasinszky Edit            |
| 1994 | Háború                          | The War                      | Lois Simmons                               | Pap Vera                     |
| 1994 | Háború                          | The War                      | Lois Simmons                               | Murányi Tünde                |
| 1995 | Georgia                         | Georgia                      | Georgia Flood                              | Udvaros Dorottya             |
| 1995 | Georgia                         | Georgia                      | Georgia Flood                              | Zakariás Éva                 |
| 1997 | Nyomás alatt                    | Bad Day on the Block         | Catherine Braverton                        | Csere Ágnes                  |
| 2003 | Ociee Nash kalandjai            | The Adventures of Ociee Nash | Mamie Nash nagynéni                        |                              |
| 2004 |                                 | Dandelion                    | Layla Mullich                              |                              |
| 2007 |                                 | War Eagle, Arkansas          | Belle                                      |                              |
| 2008 | A döntő szavazat                | Swing Vote                   | Larissa Johnson                            |                              |
| 2009 | Testvérek                       | Brothers                     | Elsie Cahill                               | Spilák Klára                 |
| 2012 | Tükröm, tükröm                  | Mirror Mirror                | Margaret, a pék                            | Csere Ágnes                  |
| 2013 | Philomena – Határtalan szeretet | Philomena                    | Mary Hess                                  | Farkasinszky Edit            |
| 2017 | Űrvihar                         | Geostorm                     | Dr. Jennings                               | Csonka Anikó                 |
| 2018 | O. G.: Original Gangsta         | O.G.                         | Janice                                     | Csere Ágnes                  |
| 2018 | Sirály                          | The Seagull                  | Polina                                     | Csere Ágnes                  |
| 2019 | Sötét vizeken                   | Dark Waters                  | Darlene Kiger                              | Bertalan Ágnes               |
| 2020 | A kapitány küldetése            | News of the World            | Doris Boudlin                              | Kiss Erika                   |
| 2021 |                                 | All My Puny Sorrows          | Lottie Von Riesen                          |                              |
| 2024 |                                 | Rob Peace                    | Durham professzor                          |                              |

### Televízió

#### Tévéfilm
| Év   | Magyar cím               | Eredeti cím                        | Szerep           | Magyar hang    |
| ---- | ------------------------ | ---------------------------------- | ---------------- | -------------- |
| 1976 |                          | Young Pioneers' Christmas          | Nettie Peters    |                |
| 1978 |                          | Special Olympics                   | Janice Gallitzin |                |
| 1980 | Távol Minnesotától       | Off the Minnesota Strip            | Micki Johansen   |                |
| 1981 |                          | Freedom                            | Libby Bellow     |                |
| 1982 | Hol vannak a gyerekeim?  | Missing Children: A Mother's Story | Kate Bradshaw    | Jani Ildikó    |
| 1984 |                          | The Miracle Continues              | Helen Keller     |                |
| 1985 |                          | Love Is Never Silent               | Margaret Ryder   |                |
| 1986 |                          | A Winner Never Quits               | Annie            |                |
| 1988 | Isten áldása a gyermeken | God Bless the Child                | Theresa Johnson  | Csere Ágnes    |
| 1990 | Gyilkosok nyomában       | Love and Lies                      | Kim Paris        | Náray Erika    |
| 1993 | Inkább a halál           | Better Off Dead                    | Kit Kellner      |                |
| 1996 |                          | The Boys Next Door                 | Sheila           |                |
| 1997 | George Wallace           | George Wallace                     | Lurleen Wallace  | Csere Ágnes    |
| 2000 | Súlyos titkok            | Sharing the Secret                 | Dr. Nina Moss    |                |
| 2001 | Félrekattintás           | Snap Decision                      | Jennifer Bradley |                |
| 2002 |                          | Tru Confessions                    | Ginny Walker     |                |
| 2003 | A Maldonado-csoda        | The Maldonado Miracle              | Maisie           | Németh Kriszta |
| 2005 | Hétköznapi varázslat     | The Magic of Ordinary Days         | Martha           | Andai Györgyi  |

#### Sorozat
| Év        | Magyar cím                               | Eredeti cím                              | Szerep               | Megjegyzések                                                        |
| --------- | ---------------------------------------- | ---------------------------------------- | -------------------- | ------------------------------------------------------------------- |
| 1978      |                                          | Police Woman                             | Linda                | 1 epizód                                                            |
| 1978      |                                          | The Young Pioneers                       | Nettie Peters        | minisorozat (3 epizód)                                              |
| 1979      | Starsky és Hutch                         | Starsky and Hutch                        | Joey Carston         | 1 epizód                                                            |
| 1979      |                                          | Family                                   | Merilee Kalisher     | 1 epizód                                                            |
| 1983      | Tövismadarak                             | The Thorn Birds                          | Justine O'Neill      | 1 epizód                                                            |
| 1985      |                                          | ABC Afterschool Special                  | Beth                 | 1 epizód                                                            |
| 1985      |                                          | Hallmark Hall of Fame                    | Margaret Ryder       | 1 epizód                                                            |
| 1986      | Alkonyzóna                               | The Twilight Zone                        | Norma Lewis          | 1 epizód                                                            |
| 1992      | Intruderek – Egy új faj születik         | Intruders                                | Mary Wilkes          | - 2 epizód - magyar hangja: - Györgyi Anna                          |
| 1997–1998 | Megőrülök érted                          | Mad About You                            | Sarah McCain         | 2 epizód                                                            |
| 1998–1999 | Vészhelyzet                              | ER                                       | Dr. Amanda Lee       | 4 epizód                                                            |
| 1999      | Túl gazdag – Doris Duke titkos élete     | Too Rich: The Secret Life of Doris Duke  | Chandi Heffner       | - minisorozat - magyar hangja: - Farkasinszky Edit - Kökényessy Ági |
| 2001      |                                          | Night Visions                            | Kate Morris          | 1 epizód                                                            |
| 2002      | Sírhant művek                            | Six Feet Under                           | Eileen Piper         | 1 epizód                                                            |
| 2002      | Angyali érintés                          | Touched by an Angel                      | Maggie               | 1 epizód                                                            |
| 2003      | Esküdt ellenségek: Különleges ügyosztály | Law & Order: Special Victims Unit        | Sandra Blaine        | 1 epizód                                                            |
| 2003      |                                          | The Brotherhood of Poland, New Hampshire | Dottie Shaw          | 7 epizód                                                            |
| 2004–2005 |                                          | Clubhouse                                | Lynne Young          | 11 epizód                                                           |
| 2006–2007 | A Grace klinika                          | Grey's Anatomy                           | Susan Grey           | 6 epizód                                                            |
| 2007      | Boston Legal – Jogi játszmák             | Boston Legal                             | Patrice Kelly        | 2 epizód                                                            |
| 2009      | CSI: New York-i helyszínelők             | CSI: NY                                  | Katherine Donovan    | 1 epizód                                                            |
| 2010      | Döglött akták                            | Cold Case                                | Celeste Cooper       | 1 epizód                                                            |
| 2010      | 24                                       | 24                                       | Elaine Al-Zacar      | 2 epizód                                                            |
| 2010      | Gyilkos elmék                            | Criminal Minds                           | Nancy Riverton       | 1 epizód                                                            |
| 2011      |                                          | Mildred Pierce                           | Ida Corwin           | 5 epizód                                                            |
| 2011      | Torchwood                                | Torchwood: Miracle Day                   | Ellis Hartley Monroe | 3 epizód                                                            |
| 2012      | A Hatfield-McCoy viszály                 | Hatfields & McCoys                       | Sally McCoy          | 3 epizód                                                            |
| 2013      | Hawaii Five-0                            | Hawaii Five-0                            | Terry Beckett        | 1 epizód                                                            |
| 2013      | A Búra alatt                             | Under the Dome                           | Agatha Seagrave      | 2 epizód                                                            |
| 2013      | Amerikai Horror Story: Boszorkányok      | American Horror Story: Coven             | Alicia Spencer       | 1 epizód                                                            |
| 2014      | Amerikai Horror Story: Rémségek cirkusza | American Horror Story: Freak Show        | Rita Gayheart        | 1 epizód                                                            |
| 2014–2018 | A viszony                                | The Affair                               | Cherry Lockhart      | - 14 epizód - magyar hangja: - Csere Ágnes                          |
| 2015–2016 | Amerikai Horror Story: Hotel             | American Horror Story: Hotel             | Hazel Evers          | 11 epizód                                                           |
| 2017      | Amerikai Horror Story: Szekta            | American Horror Story: Cult              | Sally Keffler        | 1 epizód                                                            |
| 2020      | A kívülálló                              | The Outsider                             | Jeannie Anderson     | 10 epizód                                                           |
| 2021      | Dopesick                                 | Dopesick                                 | Diane Mallum         | minisorozat (8 epizód)                                              |

## Diszkográfia
- What Might Be (1992)
- Lonesomers (1997)
- Refuge Rock Sublime (2007)
- What's Left Behind (2014)

## Fontosabb díjak és jelölések
| Díj                     | Kategória                                                       | Év   | Jelölt mű             | Eredmény | Ref.  |
| ----------------------- | --------------------------------------------------------------- | ---- | --------------------- | -------- | ----- |
| Oscar-díj               | legjobb női mellékszereplő                                      | 1996 | Georgia (1995)        | Jelölve  |       |
| Screen Actors Guild-díj | legjobb női mellékszereplő                                      | 1996 | Georgia (1995)        | Jelölve  | [ 8 ] |
| Golden Globe-díj        | legjobb női mellékszereplő (sorozat, minisorozat vagy tévéfilm) | 1998 | George Wallace (1997) | Jelölve  | [ 9 ] |

## Fordítás
- Ez a szócikk részben vagy egészben  a   Mare Winningham című angol Wikipédia-szócikk ezen változatának fordításán alapul.  Az eredeti cikk szerkesztőit annak laptörténete sorolja fel. Ez a jelzés csupán a megfogalmazás eredetét és a szerzői jogokat jelzi, nem szolgál a cikkben szereplő információk forrásmegjelöléseként.
- Ez a szócikk részben vagy egészben  a   Mare Winningham filmography című angol Wikipédia-szócikk ezen változatának fordításán alapul.  Az eredeti cikk szerkesztőit annak laptörténete sorolja fel. Ez a jelzés csupán a megfogalmazás eredetét és a szerzői jogokat jelzi, nem szolgál a cikkben szereplő információk forrásmegjelöléseként.